# Сан Ектор, Карен (Марин)
Сан Ектор, Карен (шп. San Héctor, Karen) насеље је у Мексику у савезној држави Нови Леон у општини Марин. Насеље се налази на надморској висини од 386 м.

## Становништво
Према подацима из 2010. године у насељу је живело 10 становника.

### Хронологија
| Година       | 2000         | 2005         | 2010 |
| ------------ | ------------ | ------------ | ---- |
| Становништво | 71 (31 / 40) | 82 (42 / 40) | 10   |

### Попис
| # | Индикатор                     | Вредност |
| - | ----------------------------- | -------- |
| 1 | Укупно домаћинстава           | 21       |
| 2 | Укупно насељених домаћинстава | 2        |
| 3 | Величина локације             | 1        |